# Alejandro Giammattei
Alejandro Eduardo Giammattei Falla (* 9. března 1956 Ciudad de Guatemala) je guatemalský politik a od 2020 prezident Guatemaly. Mnoho let trpí roztroušenou sklerózou, a proto je závislý na berlích.

## Život a kariéra
Po studiu na University of San Carlos v roce 1980 se stal chirurgem. V letech 1982– 1986 byl konzultantem Panamerické zdravotnické organizace a letech 1986–1990 byl ředitelem městské hromadné dopravy v Ciudad de Guatemala. V roce 1991 se stal generálním ředitelem guatemalské vodní společnosti Empresa Municipal de Agua (Empagua). Jako generální koordinátor volebního procesu se účastnil prezidentských voleb v letech 1985, 1988 a 1990. Do roku 2000 pak pracoval jako konzultant pro různé společnosti a dvakrát kandidoval na starostu města Ciudad de Guatemala, ale bez úspěchu. V letech 2005–2007 byl vedoucím celostátní vězeňské správy. Pod jeho vedením bylo při vězeňské vzpouře 25. září 2006 zabito policií a armádou sedm vězňů. Podle pozdější zprávy OSN tyto vraždy odpovídaly nelegálním popravám. Giammattei byl proto téměř rok ve vazbě, ale v roce 2010 byl osvobozen pro nedostatek důkazů.
Celkem čtyřikrát kandidoval na prezidenta Guatemaly. Prvně kandidoval v roce 2007 za stranu Gran Alianza Nacional (dnes Partido Crecer) a získal 17 % hlasů. Druhý pokus byl v roce 2011 za stranu Centro de Acción Social, ale to způsobilo mnoho obtíží, které vedly k rozpuštění strany, protože nebylo dosaženo požadovaného minimálního procenta hlasů. Ve volbách v roce 2015 kandidoval za stranu Fuerzana a skončil na čtvrtém místě s 6 % hlasů.
V prezidentských volbách v roce 2019 se Giammattei stal prezidentským kandidátem strany Vamos. V prvním kole voleb, které se konalo 16. června 2019, získal 13,95 % hlasů a skončil na druhém místě za bývalou první dámou Sandře Torresové. V druhém kole, které bylo 11. srpna 2019, získal ale 59,53 % hlasů. Úřad prezidenta Guatemaly převzal od Jimmyho Moralese 14. ledna 2020. Znovu kandidovat již nemůže, takže v úřadu skončí 14. ledna 2024.
V září 2020 u něj byla potvrzena nákaza nemocí covid-19. Vykazoval pouze mírné příznaky a byl izolován ve svém domě. Negativní test měl po 18 dnech léčby na začátku října.

## Vyznamenání
- velkostuha Řádu jasného nefritu, Tchaj-wan, 20. dubna 2023, udělila prezidentka Cchaj Jing-wen[3]